# Anemesia karatauvi
Anemesia karatauvi är en spindelart som först beskrevs av Jekaterina Michajlovna Andrejeva 1968.  Anemesia karatauvi ingår i släktet Anemesia och familjen Cyrtaucheniidae. Inga underarter finns listade i Catalogue of Life.